# Carson River
Der Carson River ist ein Fluss im Nordwesten des US-Bundesstaates Nevada. Die zwei Quellflüsse West Fork und East Fork des Carson River entspringen südlich des Lake Tahoe in der Sierra Nevada auf kalifornischem Gebiet und vereinigen sich in Nevada, bevor der Fluss Carson City erreicht. Der Carson River fließt von der Sierra Nevada nach Nordosten ins Große Becken und endet in der endorheischen (abflusslosen) Carson Sink (Carson-Senke). Zusammen mit dem Truckee River (nördlich) und dem Walker River (südlich) dient er der Wasserversorgung und Bewässerung der ariden Umgebung. Der Fluss ist nach Kit Carson benannt, der im Winter 1844 die Expedition von John C. Frémont nach Westen das Carson Valley hinauf und über den Carson Pass führte.

## Geschichte
Archäologische Funde belegen die Gegend um Reno und den Carson River als östliche Grenze des Siedlungsgebiets der prähistorischen Martis. Die Martis waren wohl die ersten Menschen, die das Gebiet vor mehr als 10.000 Jahren betraten. Zu Beginn des 19. Jahrhunderts lebten die Nördlichen Paiute in der Nähe des unteren Carson River und des heutigen Stillwater National Wildlife Refuge, während die Washoe das obere Einzugsgebiet des Flusses bewohnten.
Mitte des 19. Jahrhunderts wurde der Fluss als Route des Carson Trail, eines Zweigs des California Trail, der den Zugang zu den kalifornischen Goldfeldern ermöglichte, sowie vom Pony-Express genutzt. 1860 wurde entlang des Flusses im Bergbaugebiet Silver Mountain Gold entdeckt. Ab 1868 transportierte die Virginia and Truckee Railroad Silbererz zu den Erzmühlen entlang des Flusses. Virginia City, nördlich von Carson City, war Schauplatz eines enormen Silberrausches, nachdem 1859 die Comstock-Erzader entdeckt worden war. Das Carson Valley lieferte Nahrung und Futter für die Silberminenarbeiter und ihr Vieh. Der Bergbauboom wirkte sich negativ auf das Einzugsgebiet des Carson River aus und führte zu hohen Quecksilberkonzentrationen.